# Ellis Group
Ellis Group est une série de bande dessinée d'heroic fantasy conçue et écrite par Sébastien Latour et dessinée par Griffo. Le premier tome est sorti sous le simple titre Ellis en octobre 2006 chez Le Lombard dans la première et dernière collection Portail.

## Synopsis
Un jeune détective de la police de New York rejoint une organisation secrète, le Groupe Ellis, dont la mission est de lutter contre les rêves et les cauchemars qui s’incarnent chaque nuit dans la Grosse Pomme.

## Albums
| Cycle   | N° | Titre      | Date         | Couleurs                  | ISBN                     | Notes                                                          |
| ------- | -- | ---------- | ------------ | ------------------------- | ------------------------ | -------------------------------------------------------------- |
| Cycle 1 | 1  | Lady Crown | octobre 2006 | Roberto Burgazzoli Griffo | (ISBN 2-80362-193-2)     | ce tome paraît sous le titre Ellis dans la collection Portail. |
| Cycle 1 | 2  | Sax        | janvier 2008 | Roberto Burgazzoli Griffo | (ISBN 978-2-8036-2288-7) |                                                                |
| Cycle 1 | 3  | Sandmen    | février 2009 | Roberto Burgazzoli Griffo | (ISBN 978-2-8036-2504-8) |                                                                |

Remarques concernant les parutions :
- lors de la première édition, le 2 mai 2006, un ex-libris légèrement transparent était inclus dans l'album.
- la même année, un port-folio d'esquisses du premier album est tiré à 700 exemplaires, non commercialisés.
- tout comme pour la série Wisher, à l'occasion de la sortie du second tome en janvier 2008, une réédition du premier tome présente une nouvelle couverture et un nouveau logo.